# Sergueï Korzoun
Sergueï Lvovitch Korzoun, né le 14 février 1956, est le fondateur de la radio moscovite Écho de Moscou et le premier rédacteur en chef de la radio.

## Carrière
Sergueï Korzoun fait ses études à l'institut de langues étrangères Maurice Thorez (aujourd'hui université d'État linguistique de Moscou) qu'il termine en 1978. Il travaille à Radio-Moscou, au département français du département international, puis fonde la première radio indépendante de Russie en août 1990, Écho de Moscou.
Aujourd'hui il est vice-président de TV Centre, producteur-général de la station de radio Business FM, rédacteur en chef de Radio Svoboda (bureau de Moscou), chef du service d'informations de REN-TV et l'un des directeurs de la rédaction de Voix de la Russie.
Sergueï Korzoun est également l'auteur et le directeur du programme Sans idiots (Biez dourakov) à la radio Écho de Moscou.

## Source
- (ru) Cet article est partiellement ou en totalité issu de l’article de Wikipédia en russe intitulé « Корзун, Сергей Львович » (voir la liste des auteurs).